# Casbia profusa
Casbia profusa là một loài bướm đêm trong họ Geometridae.